# Launch Complex 5
| Launch Complex 5             | Launch Complex 5             |
| ---------------------------- | ---------------------------- |
| Start von Mercury-Redstone 3 |                              |
| Koordinaten                  | 28° 26′ 22″ N, 80° 34′ 24″ W |
| Typ                          | Orbital Launch Site          |
| Betreiber                    | U.S. Space Force             |
| Launch Pads                  | 1                            |
| Raketen                      | Redstone, Jupiter            |
| Erster Start                 | 19. Juli 1956                |
| Letzter Start                | 21. Juli 1961                |
| Starts insgesamt             | 23                           |
| Status                       | inaktiv                      |
| CCAFS                        |                              |

Der Launch Complex 5 (LC-5) ist eine stillgelegte Startrampe der Cape Canaveral Space Force Station (ehemals CCAFS) auf Merritt Island, Cape Canaveral in Florida, USA. Sie wurde zwischen 1956 und 1961 für insgesamt 23 Starts, davon 16 Redstone und sieben Jupiter verwendet.

## Geschichte
Ab dem 21. November 1960 fanden die ballistischen Flüge des Mercury-Programmes mit der Redstone-Rakete vom Launch Complex 5 statt. Die Mercury-Atlas-Flüge starteten vom Launch Complex 14.
Nach dem Fehlschlag von Mercury-Redstone 1 am 21. Oktober 1960, war Mercury-Redstone 1A am 19. Dezember 1960 erfolgreich. Mit Mercury-Redstone 2 startete am 21. Januar 1961 der Schimpanse „Ham“, am 5. Mai 1961 startete Mercury-Redstone 3 (Freedom 7) und brachte Alan Shepard als ersten Amerikaner ins Weltall. Gus Grissom flog mit Mercury-Redstone 4 (Liberty Bell 7) am 21. Juli 1961 vom LC-5 ins All und landete nach 15 Minuten im Atlantik, wo er von der USS Randolph geborgen wurde. Dies war gleichzeitig der letzte Start von LC-5.
Launch Complex 5 ist zurzeit in schlechtem Zustand. Alle Ausrüstungsgegenstände, die zum Start benötigt wurden, befinden sich im „Blockhouse“ und können besichtigt werden. Er ist heute ein Teil des Air Force Space & Missile Museums.

## Startliste
| Datum              | Zeit (UTC) | Raketentyp   | Seriennummer | Nutzlast                          | Anmerkungen |
| ------------------ | ---------- | ------------ | ------------ | --------------------------------- | --- |
| 19. Juli 1956      | 08:45      | Jupiter A    | CC-13        |                                   | |
| 20. September 1956 | 06:45      | Jupiter C    | RS-27        |                                   | |
| 1. März 1957       | 21:51      | Jupiter IRBM | AM-1A        |                                   | |
| 26. April 1957     | 20:12      | Jupiter IRBM | AM-1B        |                                   | |
| 31. Mai 1957       | 18:08      | Jupiter IRBM | AM-1         |                                   | |
| 26. März 1958      | 17:38      | Jupiter C    | RS-24        | Explorer 3                        | |
| 17. Mai 1958       | 00:05      | Redstone     | RS-1002      |                                   | |
| 26. Juli 1958      | 15:00      | Jupiter C    | CC-44        | Explorer 4                        | |
| 24. August 1958    | 06:17      | Jupiter C    | CC-47        | Explorer 5                        | Fehlschlag |
| 23. Oktober 1958   | 03:21      | Jupiter C    | CC-49        | Beacon 1                          | Fehlschlag |
| 6. Dezember 1958   | 05:44      | Juno II      | AM-11        | Pioneer 3                         | Fehlschlag durch frühzeitiges Abschalten der ersten Stufe |
| 22. Januar 1959    | 00:10      | Jupiter IRBM | CM-21        |                                   | |
| 3. März 1959       | 05:10      | Juno II      | AM-14        | Pioneer 4                         | Erstes US-amerikanisches Raumschiff, dass sich aus dem Schwerefeld der Erde löste und am Mond vorbeiflog |
| 14. Mai 1959       | 05:52      | Jupiter IRBM | AM-17        |                                   | |
| 16. Juli 1959      | 17:37      | Juno II      | AM-16        | Explorer S-1                      | Fehlschlag |
| 27. August 1959    | 01:30      | Jupiter IRBM | AM-19        |                                   | |
| 13. Oktober 1959   | 15:30      | Juno II      | AM-19A       | Explorer 7                        | |
| 21. November 1960  | 14:00      | Redstone     | MRLV-1       | Mercury-Redstone 1                | Fehlschlag: Triebwerk schaltete bereits nach einer Sekunde ab, die Rakete erhob sich noch wenige Zentimeter. Mercury-Kapsel wurde über das Fluchttriebwerk abgetrennt, geborgen und später wiederverwendet. |
| 19. Dezember 1960  | 16:15      | Redstone     | MRLV-3       | Mercury-Redstone 1A               | Wiederholung der Mercury-Redstone 1 Mission, diesmal erfolgreich. |
| 31. Januar 1961    | 16:54      | Redstone     | MRLV-2       | Mercury-Redstone 2                | Erfolgreicher Flug des Schimpansen Ham in einer Mercury-Kapsel. |
| 24. März 1961      | 17:30      | Redstone     | MRLV-5       | Mercury-Redstone BD               | Letzter unbemannter Mercury-Testflug. |
| 5. Mai 1961        | 14:34      | Redstone     | MRLV-7       | Mercury-Redstone 3 Freedom 7      | Erster Flug eines US-Amerikaners (Alan Shepard) ins All. |
| 21. Juli 1961      | 12:20      | Redstone     | MRLV-8       | Mercury-Redstone 4 Liberty Bell 7 | Zweiter Flug eines US-Amerikaners (Gus Grissom) ins All. |